# 新王宮
新王宮是塞爾維亞王國及南斯拉夫王國時期卡拉喬爾杰維奇王朝的皇宮，位於塞爾維亞首都貝爾格勒，現在這座建築是塞爾維亞的總統府。
與新宮相對的是，貝爾格勒還有一座舊王宮。新宮自1911年開始修建，在1922年竣工。此後至1934年都是南斯拉夫王國的宮殿。1934年之後，新宮曾作為博物館使用。二戰期間受損。戰後得到修復並作為南斯拉夫政府的辦公室使用。1991年開始總統進駐，成為塞爾維亞的總統府。

## 外部連結
- Institute for Protection of Cultural Monuments, Belgrade heritage （页面存档备份，存于）（塞爾維亞文）
- Politika online（塞爾維亞文）
- Andrićev venac: Royal Palace for the President of Serbia （页面存档备份，存于）（塞爾維亞文）